# ポップコーン (漫画雑誌)
『ポップコーン』は、光文社が発行していた隔月刊漫画雑誌。本項ではそれを引き継いだ『ジャストコミック』についても扱う。

## ポップコーン

### 概要
1980年創刊（創刊4月号は3月10日頃発売）。ゴリラのイラストの表紙が特徴。日本の漫画だけではなく、マーベル・コミックスによるアメリカン・コミックスを左開きのまま掲載。そのため裏表紙は広告ではなく『スパイダーマン』や『X-MEN』のイラストを用いた、両A面仕様の第2の表紙となっている。
しかし、1980年6月号（第2号）に掲載された『キャスター』における人肉食・人肉料理の描写が問題視され、回収となった。そのため、続く8月号（第3号）には『キャスター』を含む新作の他に、『キャスター』以外の2号掲載の連載作品が再録されることとなった。1981年2月号（第6号）で休刊となり、その後、それを引き継ぐ形で青年向け月刊漫画雑誌『ジャストコミック』が創刊された。アメコミ部分は『ジャストコミック』には継承されていない。

### 主な連載
- ななこSOS（吾妻ひでお）
- キャスター（赤塚不二夫、シナリオ：喰始）
- 最後の暴走族（風忍）
- That's Amazing World（大友克洋）
- 村野守美劇場『ワイヤ・ネット』（村野守美）
- シンデレラボーイ（モンキー・パンチ）
- サッパリ探偵（関谷ひさし）
- ヤスジの困っちんぐ（谷岡ヤスジ）
- 青春ブルース（たむろ未知）
- 惑星ギャラガ（御厨さと美）

## 月刊ジャストコミック

### 概要
1981年5月1日創刊、1985年12月5日休刊。『ポップコーン』と違いアメリカン・コミックスは掲載されていない。一部『ポップコーン』から受け継いで連載されている作品も存在する。また、後に絵本作家となる平出衛が読み切り作品を掲載している。

### ポップコーンを継いで連載されていた作品
- ななこSOS（吾妻ひでお）
- 青春ブルース（たむろ未知）
- That's Amazing World（大友克洋）

### 新たな連載作品
- 明日もカイカン（三山のぼる）
- 大字・字・ばさら駐在所（うえやまとち）
- 恋はジャスミン（山本貴嗣）
- タコちゃん ザ・グレート（小林よしのり）
- ぶっ飛び 広海くん（うえやまとち）
- ピヨ13世（赤塚不二夫）
- 山本風太郎くん（新田たつお）